# Rudolf Oeser
Rudolf Oeser (13 de noviembre de 1858 Coswig, Ducado de Anhalt - Berlín, Alemania, 3 de junio de 1926) fue un periodista alemán y político liberal. De 1922 a 1924 fue miembro de varios gobiernos de la República de Weimar, sirviendo como Ministro del Interior y Ministro de Transporte.

## Biografía

### Primeros años y carrera política
Oeser nació el 13 de noviembre de 1858 en Coswig, Anhalt, en el Ducado de Anhalt, como hijo de un fabricante. Trabajó como comerciante de libros, pero luego estudió filosofía y economía y se convirtió en periodista. En 1890-1892 fue editor en jefe de Ulmer Zeitung y luego se unió a los editores de negocios de Frankfurter Zeitung. En 1902, se convirtió en el jefe del equipo editorial de Alemania. Fue miembro del Partido Popular Alemán (DtVP) y luego del FVP. En 1902, Oeser fue elegido para el Landtag de Prusia para el distrito electoral de Frankfurt am Main. También fue miembro del Reichstag de 1907 a 1911, defendiendo exenciones fiscales para los comerciantes minoristas, el control público de los carteles y sindicatos corporativos y los cambios a la ley electoral prusiana.
Durante la Primera Guerra Mundial, Oeser se unió a la Deutsche Gesellschaft y en 1917 se convirtió en editor del Ostseezeitung y jefe del Stettiner Druckerei (negocio de impresión) en Stettin. Sin embargo, continuó contribuyendo con artículos al Frankfurter Zeitung hasta principios de la década de 1920. A medida que aumentaban las bajas de guerra, Oeser instó a las familias a tener muchos hijos y también favoreció darles a las mujeres el mismo estatus político y social que a los hombres.

### República de Weimar
Después del final de la guerra, Oeser fue una vez más miembro de la dieta prusiana, primero de Landesversammlung, la asamblea constituyente de Prusia en 1919-1921 y luego 1921-1924 de Landtag, esta vez para el Partido Democrático Alemán (DDP). Después de marzo de 1919, también fue Ministro de Obras Públicas en el gobierno prusiano, haciéndolo responsable de la infraestructura, incluidos los ferrocarriles.
Durante el Putsch Kapp-Lüttwitz de marzo de 1920, Oeser fue uno de los arrestados por los golpistas. Para evitar una huelga de trabajadores ferroviarios, Kapp quería liberar a Oeser, quien insistió en que los otros ministros prusianos también deberían ser liberados. Al día siguiente, Oeser y el ministro de Finanzas de Prusia, Albert Südekum exigió la renuncia de Kapp y lo amenazó con una huelga de trabajadores ferroviarios. Sin embargo, después del final del golpe de Estado, el sindicato de trabajadores ferroviarios solicitó el despido de Oeser, alegando que no se había opuesto al golpe lo suficientemente vigoroso. Oeser permaneció en el cargo y se encargó de transferir el control sobre los ferrocarriles al Reich. Luego dejó el gobierno prusiano en abril de 1921 y se convirtió en Landeshauptmann (Jefe provincial) de la Provincia de Sajonia.
En el gabinete de Wilhelm Cuno, Oeser se convirtió en Reichsminister des Innern (Ministro del Interior) en noviembre de 1922. Como un firme demócrata y republicano, Oeser fue un firme defensor de la Constitución de Weimar. Durante la ocupación del Ruhr, Oeser esperaba que Francia incurriera en pérdidas materiales a través de una devaluación del franco. Apoyó la política de resistencia pasiva, a pesar del efecto perjudicial que tuvo sobre la economía alemana, pensando que podría usarse no solo para terminar con el Ruhrkampf sino también para lograr una revisión del tan despreciado Tratado de Versalles.
Después de que el gabinete de Cuno renunció en agosto de 1923, Oeser se hizo cargo del Ministerio de Transporte del Reich (Reichsverkehrsministerium) en el gabinete de Gustav Stresemann. En la crisis de coalición de noviembre de 1923, favoreció la salida de los socialdemócratas del gabinete, pero sobreestimó su disposición a tolerar un gobierno minoritario. En el gabinete posterior de Wilhel Marx, Oeser preparó el Reichsbahn para su independencia como institución formalmente privada. A principios de abril de 1924, el Reichspräsident Friedrich Ebert nombró a Oeser como director general temporal de la Reichsbahn, con el apoyo de una junta directiva provisional compuesta por los secretarios de los ministerios de estado. Para cumplir su función prevista en el Plan Dawes, el Reichsbahn requirió una junta de supervisión entre cuyos miembros se encontraban algunos extranjeros. Oeser defendió esta constelación en el Reichstag contra los ataques del NSDAP y DNVP. A finales de septiembre, el consejo de supervisión del Reichsbahn designó a Oeser como director general. Abandonó el gabinete formalmente el 11 de octubre y se concentró en reformar el Reichsbahn.

### Muerte

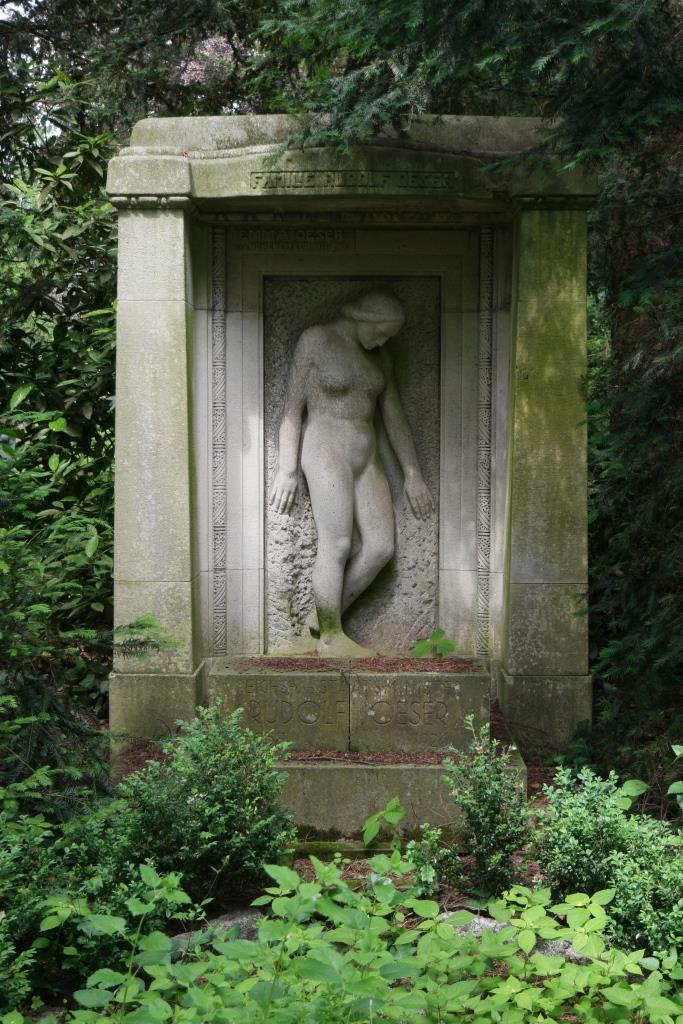
Tumba de Carl Gustav Rudolf Oeser en el cementerio principal de Frankfurt am Main.

En 1925, enfermó gravemente y murió el 3 de junio de 1926 en Berlín. Oeser se había casado con Emilie Oeser.

## Obras
- Die Besteuerung des Kleinhandels durch Umsatz-, Branchen-, Filial-, Personal-, usw. Steuern sowie die Lage des Kleinhandels und die Mittel zu ihrer Besserung, 1899/1901.
- Wie stellen wir uns zu den Kartellen und Syndikaten?, 1902.
- Mehr Kinder – mehr Erben! Die Bedeutung der biologischen Erbwerte für Kinder und Volk, Zeitgemäße Betrachtungen, 1918.
- Unsere Kinder – unsere Zukunft (con unas palabras de Erich Ludendorff), 1918.